# Santiago Vidal Casaretto
Santiago Vidal (Montevideo, 5 de junio de 1989) es un baloncestista uruguayo que juega en el Club Atlético Aguada de la Liga Uruguaya de Básquetbol. Con 1,80 metros de altura, juega en la posición de base.

## Carrera profesional

### Regatas
El 14 de junio del año 2016 se confirma la llegada de Santiago al club correntino, llega para disputar la Liga Nacional de Básquet 2016-17. Si bien no se clasifican para disputar el Torneo Super 4, logra finalizar la temporada regular en el tercer puesto, clasificándose así a la postemporada. La primera serie lo enfrenta a Libertad de Sunchales, el primer partido se disputa en Corrientes y termina con victoria de los locales 92 - 69, Vidal comienza de suplente, anota 6 puntos y entregó 10 asistencias en 21:32 minutos. El segundo partido, disputado también en Corrientes, terminó 82 - 77 para los correntinos, poniendo la serie 2 - 0. Santiago arrancó como titular y consiguió 3 puntos y 2 asistencias en 19:20 minutos. Para el partido la localía se muda a Sunchales, Regatas no pudo liquidar la serie dado que perdió 93 - 90, volvió a empezar como suplente, disputó 17:09 minutos en los que no marcó puntos pero entregó 3 asistencias. El cuarto partido, nuevamente en Sunchales, termina por definir la serie al ganar 82 - 76 y finiquitar la serie 3 - 1, disputó 6:11 minutos sin marcar puntos.

## Selección nacional
En la Campeonato FIBA Américas de 2015 no llegó a disputar ningún encuentro por lesión, la Selección de Uruguay terminó dicho torneo octavo. En la Campeonato FIBA Américas de 2017 disputó 6 partidos promediando 2,2 puntos y 2,5 asistencias en 12,44 minutos por partidos con la Selección de Uruguay, terminó dicho torneo sexto.

#### Participaciones con la selección
- Actualizado hasta el 07 de mayo de 2018.

| Torneo                        | Sede      | Resultado     |
| ----------------------------- | --------- | ------------- |
| FIBA Américas 2015            | México    | Octavo        |
| FIBA Américas 2017            | Argentina | Sexto         |
| Clasificación al Mundial 2019 | América   | En transcurso |

## Palmarés

### Campeonatos nacionales
- Actualizado hasta el 10 de junio de 2023.

| Título                                 | Club                 | País      | Año         |
| -------------------------------------- | -------------------- | --------- | ----------- |
| Liga Uruguaya de Básquetbol            | Club Biguá           | Uruguay   | 2008 - 2009 |
| Campeón Metropolitano 2011             | Club Atlético Tabaré | Uruguay   | 2011        |
| Subcampeón LUB 2010-11                 | Club Biguá           | Uruguay   | 2013 - 2014 |
| Subcampeón LUB 2014-15                 | Club Biguá           | Uruguay   | 2014 - 2015 |
| Subcampeón LNB 2016-17                 | Regatas              | Argentina | 2016 - 2017 |
| Liga Uruguaya de Básquetbol            | Club Biguá           | Uruguay   | 2021        |
| Liga Uruguaya de Básquetbol            | Club Biguá           | Uruguay   | 2021 - 2022 |
| Liga Uruguaya de Básquetbol            | Club Atlético Aguada | Uruguay   | 2023 - 2024 |
| Subcampeón Liga Uruguaya de Básquetbol | Club Atlético Aguada | Uruguay   | 2024 - 2025 |

### Campeonatos internacionales
- Actualizado hasta el 07 de mayo de 2018.

| Título            | Club       | País    | Año  |
| ----------------- | ---------- | ------- | ---- |
| Sudamericano 2008 | Club Biguá | Uruguay | 2008 |